# Takahiro Shimada
Takahiro Shimada (島田 貴裕 Shimada Takahiro?,  nacido el 9 de febrero de 1965 en Osaka) es un exfutbolista japonés. Jugaba de centrocampista y su último club fue el Gamba Osaka de Japón.

## Trayectoria

### Clubes
| Club        | País  | Año         |
| ----------- | ----- | ----------- |
| Gamba Osaka | Japón | 1987 - 1997 |

## Palmarés

### Títulos nacionales
| Título             | Club                | País  | Año  |
| ------------------ | ------------------- | ----- | ---- |
| Copa del Emperador | Matsushita Electric | Japón | 1990 |